# Con un bacio
Con un bacio è un album discografico del cantante italiano Gianni Vezzosi, pubblicato nel 2006 dalla Seamusica.

## Tracce
1. Quanto ti amo – 5:24
2. Signora Amalia – 3:59
3. Lui non sa – 4:07
4. Senza lacrime – 5:32
5. Punta Raisi – 5:40
6. Non ti amo più – 3:58
7. Tu non ci sei – 4:16
8. Troppo sex – 4:38
9. Tu sei fantastica – 4:35
10. Milano no – 4:26